# Хильдерик (герцог Сполето)
Хильдерик (лат. Hilderic; убит в 740) — герцог Сполето (739—740). Он был первым правителем Сполетского герцогства, получившим этот феод по воле короля лангобардов.

## Биография
О герцоге Сполето Хильдерике известно очень немного. Главная причина этого — недостаточное освещение раннесредневековой истории Сполето в источниках.
В тридцатых годах VIII века герцог Сполето Тразимунд II стал проводить свою собственную независимую внешнюю политику, противоречащую интересам короля лангобардов Лиутпранда. Лиутпранд объявил его предателем и в 739 году вторгся со своей армией в пределы Сполетского герцогства, взял Сполето 16 июня 739 года и назначил Хильдерика новым герцогом.
В декабре 740 года Тразимунд с помощью войск, предоставленных папой Григорием III и герцогом Беневенто Годескальком, занял Сполето и убил Хильдерика.